# Acrotona obliquata
Acrotona obliquata är en skalbaggsart som först beskrevs av Thomas Casey 1910.  Acrotona obliquata ingår i släktet Acrotona och familjen kortvingar. Inga underarter finns listade i Catalogue of Life.